# Marie Madeleine pénitente (Greco)
Marie Madeleine pénitente est une huile sur toile (157 × 121 cm) du Greco, réalisée peu après l'arrivée de l'artiste à Tolède en 1577 ou 1578. Elle est exposée depuis 1921 au Musée des Beaux-Arts de Budapest. 
Cette œuvre est encore influencée par Titien, par sa monumentalité et par ses détails, ainsi que par le paysage, procédant notamment de la Madeleine conservée à Florence à la Galerie Palatine (1535) et de celle conservée à Saint-Pétersbourg au Musée de l'Ermitage (1565). Par ses traits rapides, ce tableau marque un grand pas dans l'affirmation du style du Greco.

## Description
À son arrivée à Tolède, le Greco a commencé à gagner une réputation de peintre fameux de tableaux renouvelant l'iconographie de la Réforme catholique. Dans ce sens, Marie Madeleine pénitente est une figure parmi les plus sollicitées de l'époque post-tridentine. La représentation de la pécheresse repentie est le symbole de la nécessité de la repentance et du salut par la Foi.
La figure de Marie Madeleine vise ici à susciter l'empathie. Elle se détache devant un rocher, le roc de la Foi, avec une branche de lierre, symbole de Fidélité, vêtue d'un grand manteau bleu azur qui découvre son épaule droite. La main gauche de la pénitente effleure de la paume un crâne (symbole de la Vanité de l'Esprit du Monde) posé sur une Bible ouverte, les doigts fins tendus vers le spectateur. Ses cheveux blond vénitien sont épars. À côté d'elle, un vase d'onguent rappelle le geste de Marie-Madeleine parfumant le Dieu fait Homme. Elle porte la main à la poitrine, les yeux au loin soulignant le rapport unique et particulier qu'elle a au Ciel. Le soleil se lève sur le paysage bleuté au fond de la scène comme une nouvelle aube. Le visage de la sainte rappelle encore ceux du Titien, mais le Greco commence à développer son propre style : le visage est plus fin et adopte une expression d'intériorité méditative, les mains sont longues aux doigts fins. Si l'atmosphère générale de la toile est typiquement vénitienne, avec son ciel azuréen, le style du Greco a déjà commencé à s'affirmer.
Cette œuvre est à rapprocher de la Marie Madeleine pénitente (vers 1584), conservée au Worcester Art Museum, l'arrière-plan étant inversé avec la même césure entre le ciel et le rocher.

## Expositions
Cette œuvre a été présentée au public à Paris à l'exposition Greco du Grand Palais, du 16 octobre 2019 au 10 février 2020.

## Autres illustrations de ce thème par le Greco

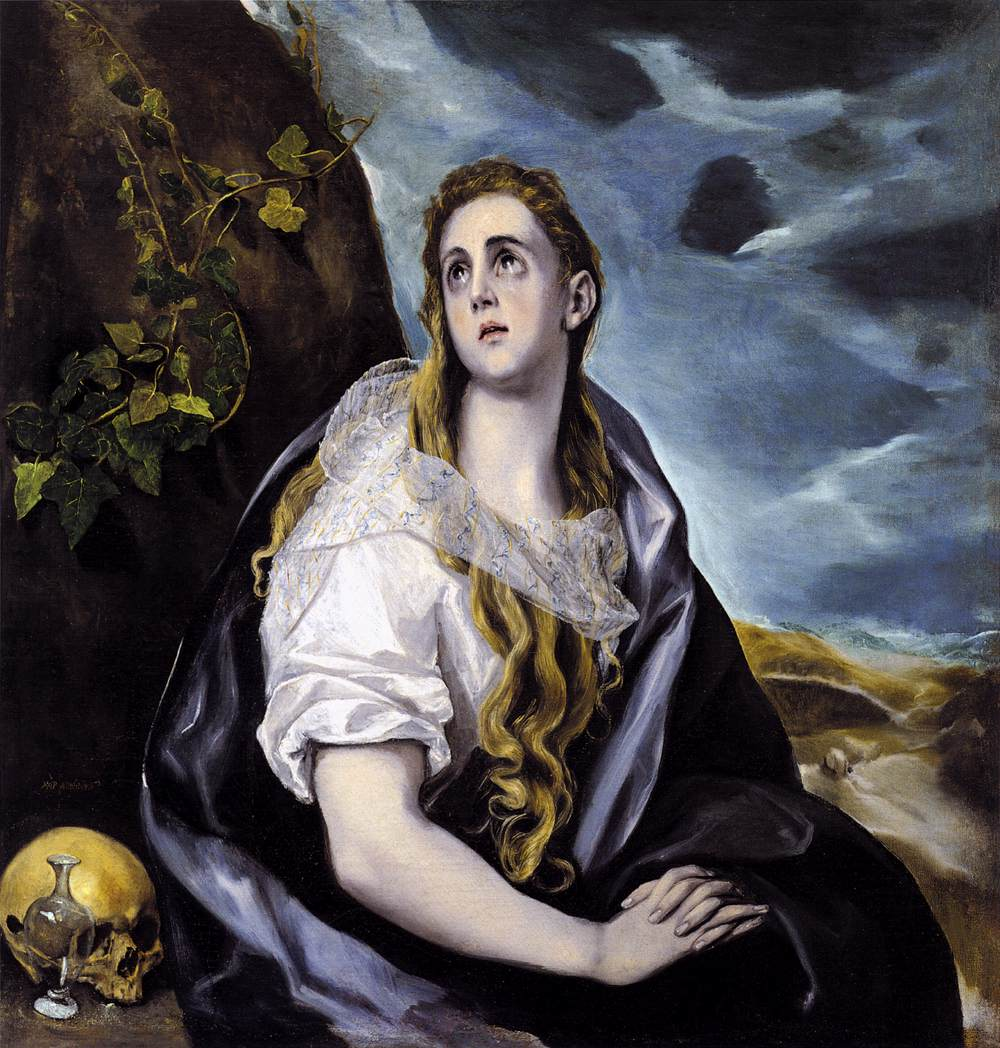
Marie Madeleine pénitente (1580-1584), 108 × 101 cm, Worcester Art Museum.
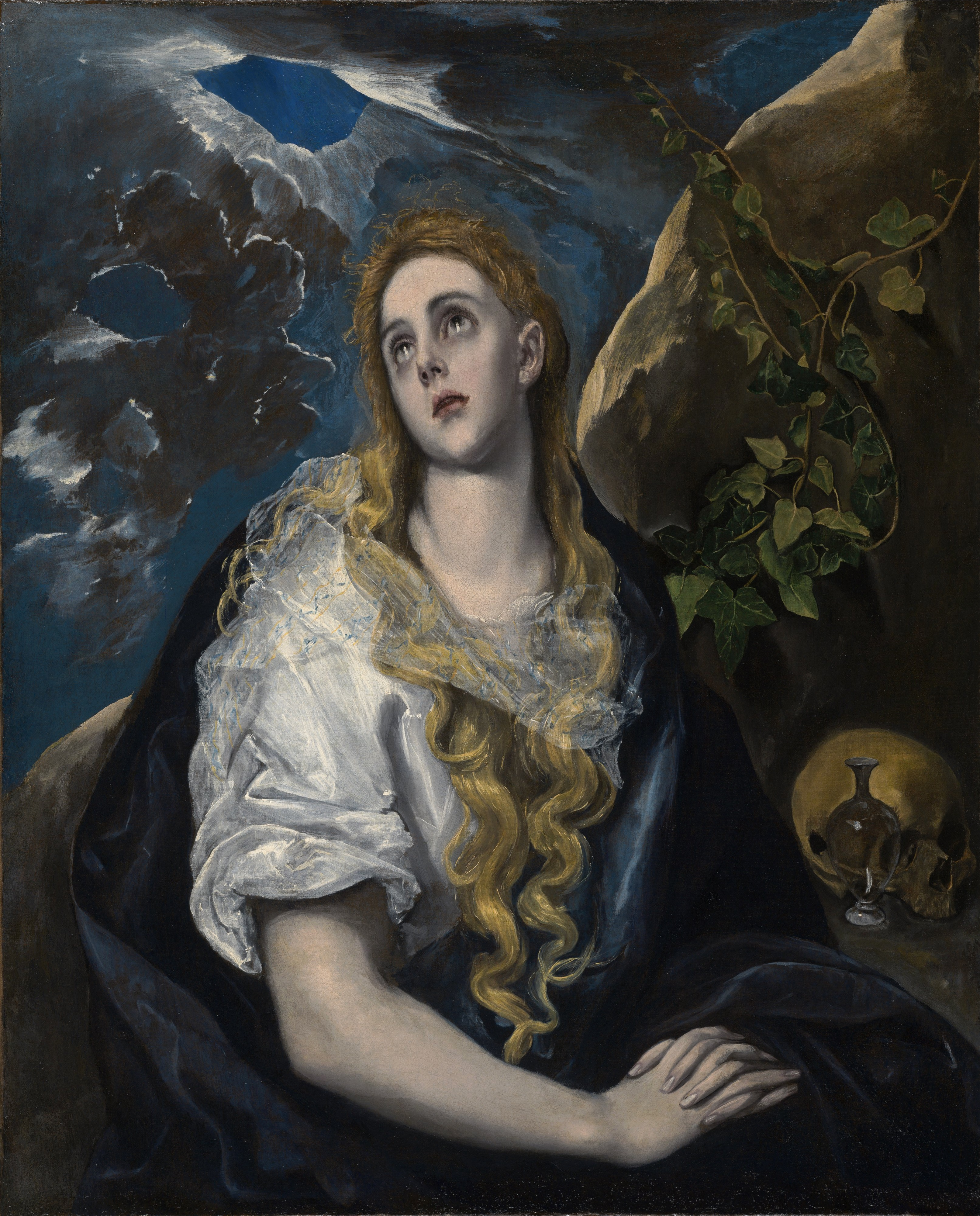
Marie Madeleine pénitente (1580 – 1585), 108 × 87 cm, Nelson-Atkins Museum of Art.
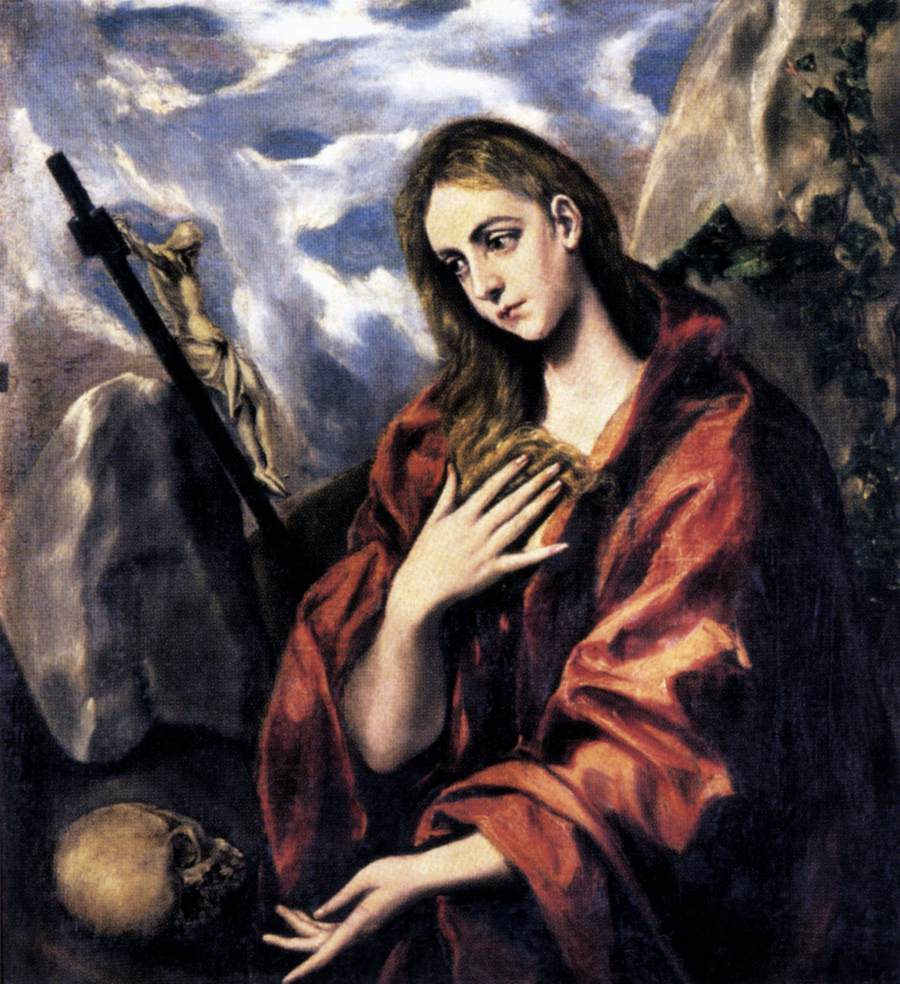
Marie Madeleine pénitente (1587 – 1597), 109 × 96 cm, Museo Cau Ferrat, Sitges.
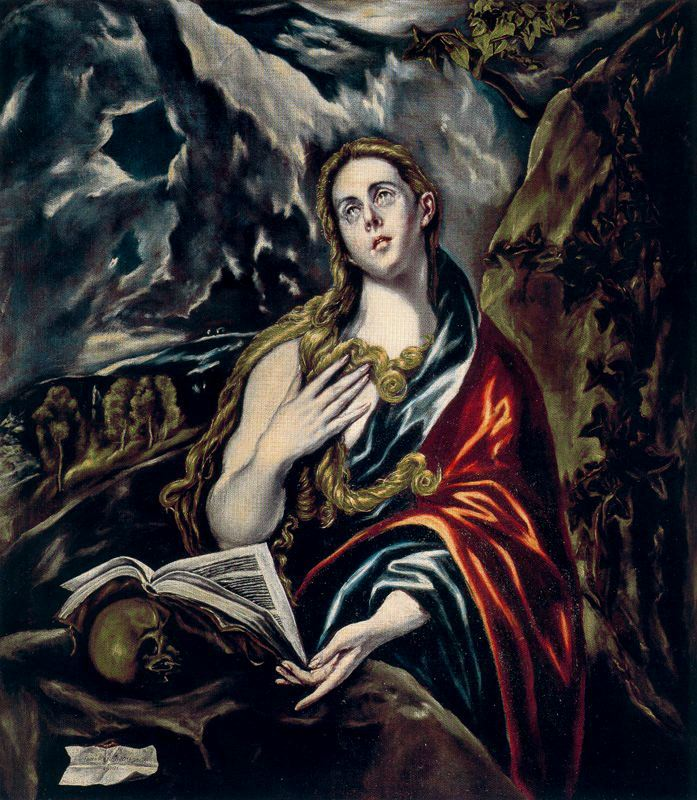
Marie Madeleine pénitente (1605 – 1610), 118 × 105 cm, collection privée.